# Нордлунд, Сольвейг
Сольвейг Нордлунд (швед.  Solveig Nordlund, 9 июня 1943, Стокгольм) — португальский кинорежиссёр, сценарист, монтажёр, продюсер шведского происхождения.

## Биография
Закончила Стокгольмский университет, получила степень бакалавра искусствоведения. В 1962 познакомилась с Алберту Сейшашом Сантушем, заинтересовалась кино. Была монтажером, сценаристом, ассистентом режиссёра на фильмах Жуана Сезара Монтейру, Алберту Сейшаша Сантуша, Жозе Фонсеки-и-Кошты, Жуана Ботелью, Мануэла де Оливейры, Томаса Харлана. В 1973—1974 училась в Париже по стипендии Фонда Гюльбенкяна, открыла для себя Жана Руша и синема верите. В 1974-1975 работала на телевидении. Участвовала в создании продюсерской и дистрибуторской компании Grupo Zero. В сотрудничестве с лиссабонским театром Рог изобилия сняла несколько лент по пьесам немецких драматургов Франца Ксавера Крёца и Карла Фалентина. Снимает как игровые, так и документальные ленты в Португалии и Швеции. В 2002 создала собственную продюсерскую компанию Ambar Filmes.
Ставила на португальской театральной сцене драмы Ларса Нурена, Юна Фоссе, Гарольда Пинтера.

## Фильмография
- 1977: Закон земли/ А Lei da Terra (документальный, в соавторстве с Алберту Сейшасом Сантушем)
- 1978: Путешествие за счастьем/ Viagem para a Felicidade (по пьесе Франца-Ксавера Крёца)
- 1978: Nem Pássaro Nem Peixe (по сценарию Луисы Нету Жоржи)
- 1979: Música Para Si (по пьесе Франца-Ксавера Крёца)
- 1979: E Não se Pode Exterminá-lo? (по скетчам Карла Фалентина)
- 1982: Дина и Джангу/ Dina e Django (по сценарию Луисы Нету Жоржи и режиссёра)
- 1985: 1985 — Vad hände katten i råttans år? (коллективный проект)
- 1986: Resan till Orion (короткометражный игровой)
- 1994: Bergtagen (короткометражный документальный, премия Берлинского КФ Interfilm, специальная премия жюри Международного фестиваля короткометражных фильмов Flickerfest, премия КФ Nordisk Panorama)
- 1994: I morgon, Mario
- 1997: António Lobo Antunes (документальный биографический)
- 1998: Голос в ночи/ Uma Voz na Noite
- 1998: Детская комедия/ Comédia Infantil (по роману Хеннинга Манкеля, номинация на премию Золотой жук лучшему режиссёру)
- 1999: Spärrvakten (короткометражный документальный)
- 2002: Низколетящий летательный аппарат/ Aparelho Voador a Baixa Altitude (по роману Джеймса Балларда; специальное упоминание на фестивале Пути португальского кино в Коимбре)
- 2003: Дочь/ A Filha
- 2003: Amanhã (короткометражный)
- 2006: O Beijo (короткометражный)
- 2010: O Espelho Lento (короткометражный)
- 2011: Смерть Карлоса Гарделя/ A Morte de Carlos Gardel